# Lipoma
Il lipoma, anche chiamato fibromiolipoma o fibrolipoma, è un tumore benigno del tessuto adiposo, che per propria natura può comparire in qualunque parte del corpo, sottocutanea o viscerale.

## Istologia

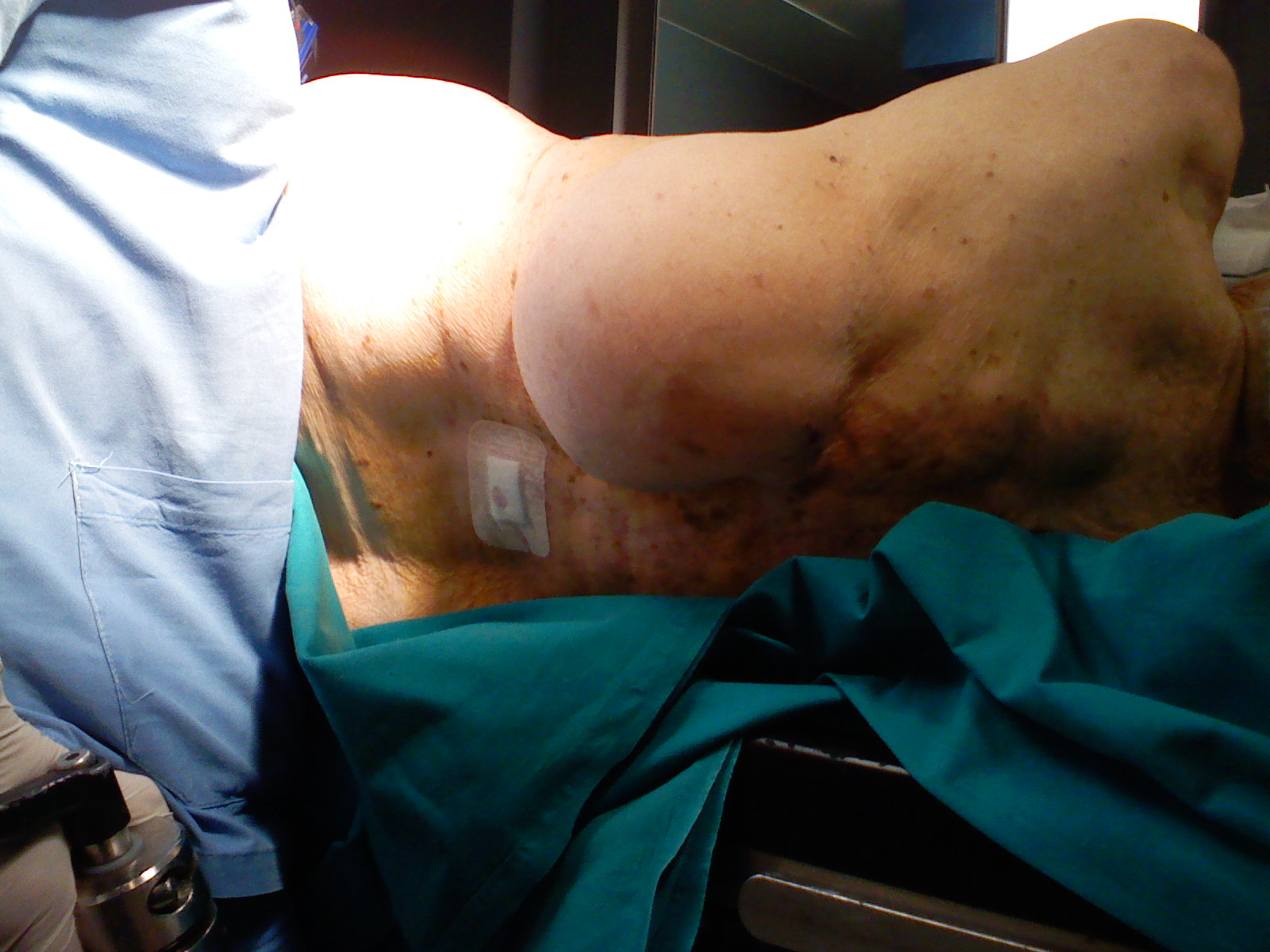
Voluminoso lipoma del dorso

Si tratta di un tumore ben differenziato (cellule indistinguibili da un adipocita maturo), dotato di una capsula che ne rende facile l'escissione chirurgica.
Le varianti sono:
- Lipoma intramuscolare
- Angiolipoma
- Mielolipoma: associato a tessuto emopoietico
- Lipoma polimorfo: dotato di cellule "fiorite", con disposizione dei nuclei a petali

## In cardiologia
I lipomi si possono osservare in qualunque età, non ci sono distinzioni di sesso e il diametro varia da piccole dimensioni fino a 15 cm con un peso anche di 4,8 kg (nei casi peggiori).
Si manifestano nel subendocardio o nel subpericardio, più comunemente nel ventricolo sinistro o nell'atrio destro.

### Clinica
In tali casi il lipoma risulta asintomatico, infatti si arriva alla morte senza neanche aver saputo dell'esistenza di tale tumore (spesso viene evidenziato durante l'autopsia).
Caratteristica cardiologica è l'ipertrofia lipomatosa del setto interatriale.

### Esami
Si effettuano esami per comprenderne gravità e forma:
- Ecocardiografia, appare una massa intramurale iperecogena
- Tomografia computerizzata, appare omogeneo con calcificazione
- Risonanza magnetica, si riscontra una Iperintensa in T1

## Trattamento

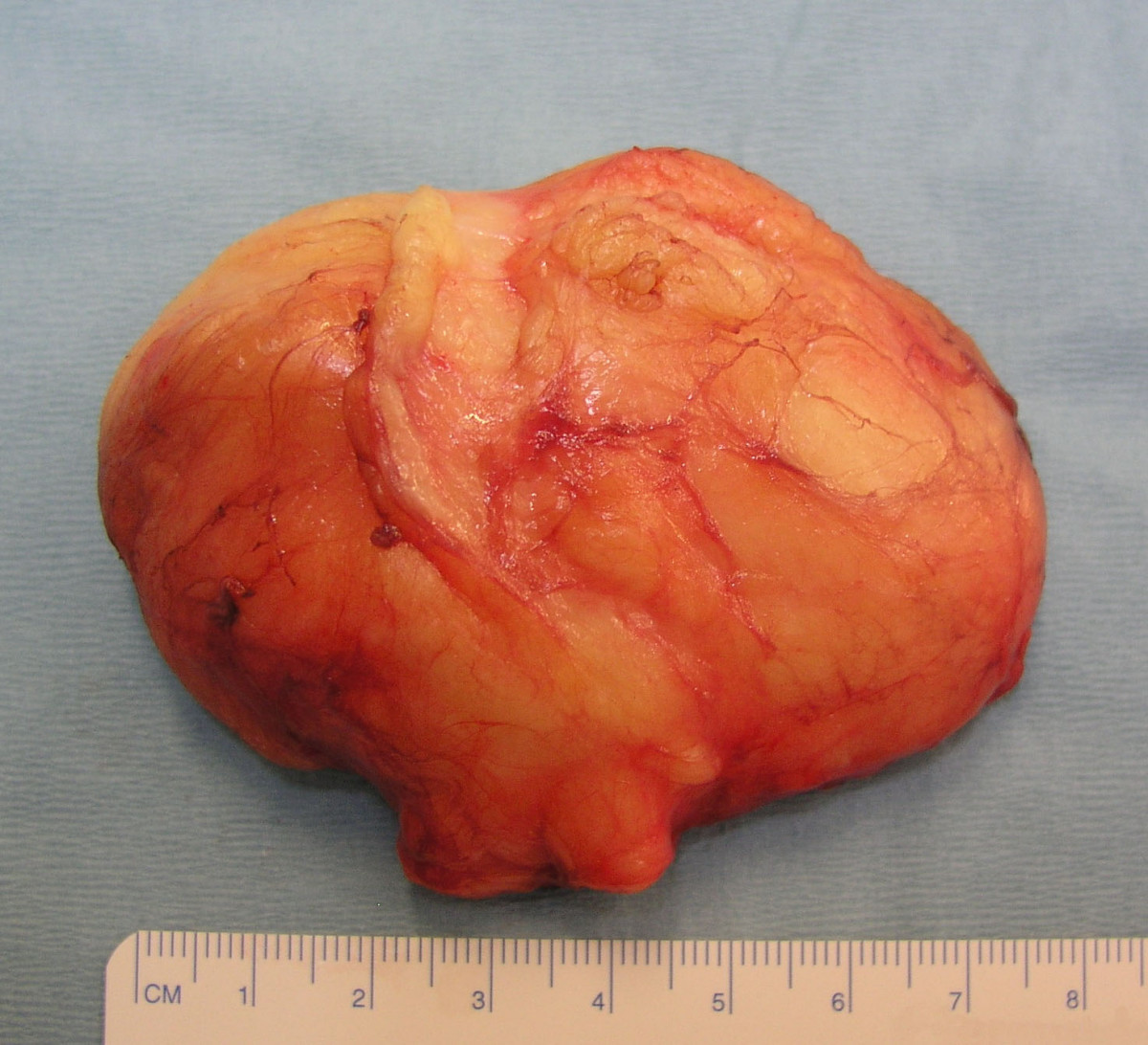
Lipoma resecato

Il trattamento è necessario solo per i casi più gravi, quelli con sviluppo maggiore del lipoma. È necessario l'intervento chirurgico con escissione completa. Se tali lesioni non comportano rischi neoplastici è utile la resezione parziale per ristabilire il normale afflusso di sangue.